# Taaliku
Taaliku est un village d'Estonie situé dans la commune de Orissaare du comté de Saare.
Au 31 décembre 2011, il compte 20 habitants.